# Baliomorpha dubia
Baliomorpha dubia là một loài Trichoptera trong họ Hydropsychidae. Chúng phân bố ở miền Australasia.